# 蓝道行
藍道行，明代著名道士，山東人，曾獲嘉靖帝寵信。後因與權臣嚴嵩爭鬥，被嚴嵩害死。

## 生平
藍道行深通陽明學、道教，與大學士徐階為好友，並精於扶乩之術，經由徐階介紹予嘉靖帝，深得嘉靖帝信任。一日藍道行在剛好嚴嵩路過時，扶乩時稱“今日有奸臣奏事”。由此嘉靖帝對嚴嵩開始產生厭惡之感。
後嚴嵩指使孫子嚴鴻亟勾結道士田玉，田玉誣陷藍道行，道行入獄，並死於獄中。

## 影视形象
- 《錦衣之下》由韩承羽飾演，使用的名字藍青玄